# Профіль рівноваги
Про́філь рівнова́ги — уявна ввігнута крива від витоку до гирла річки, яка відображає рівновагу між ерозійною здатністю водного потоку та опором гірських порід, що складають русло. У кожній точці русла не відбувається ні врізання, ні акумуляція, а вся енергія річки витрачається на транспортування. Ідеальний п.р. (плавна ввігнута крива) може бути виробленим лише за певних умов: 1) за однорідного складу порід, які піддаються розмиву на всій довжині водотоку; 2) за поступового збільшення кількості води від витоку до гирла. Ідеальний п.р. теоретично може бути досягнутий кожним водотоком, але складність та мінливість географічних і геологічних умов, у яких формується русло, практично унеможнивлює це.